# LZ 10

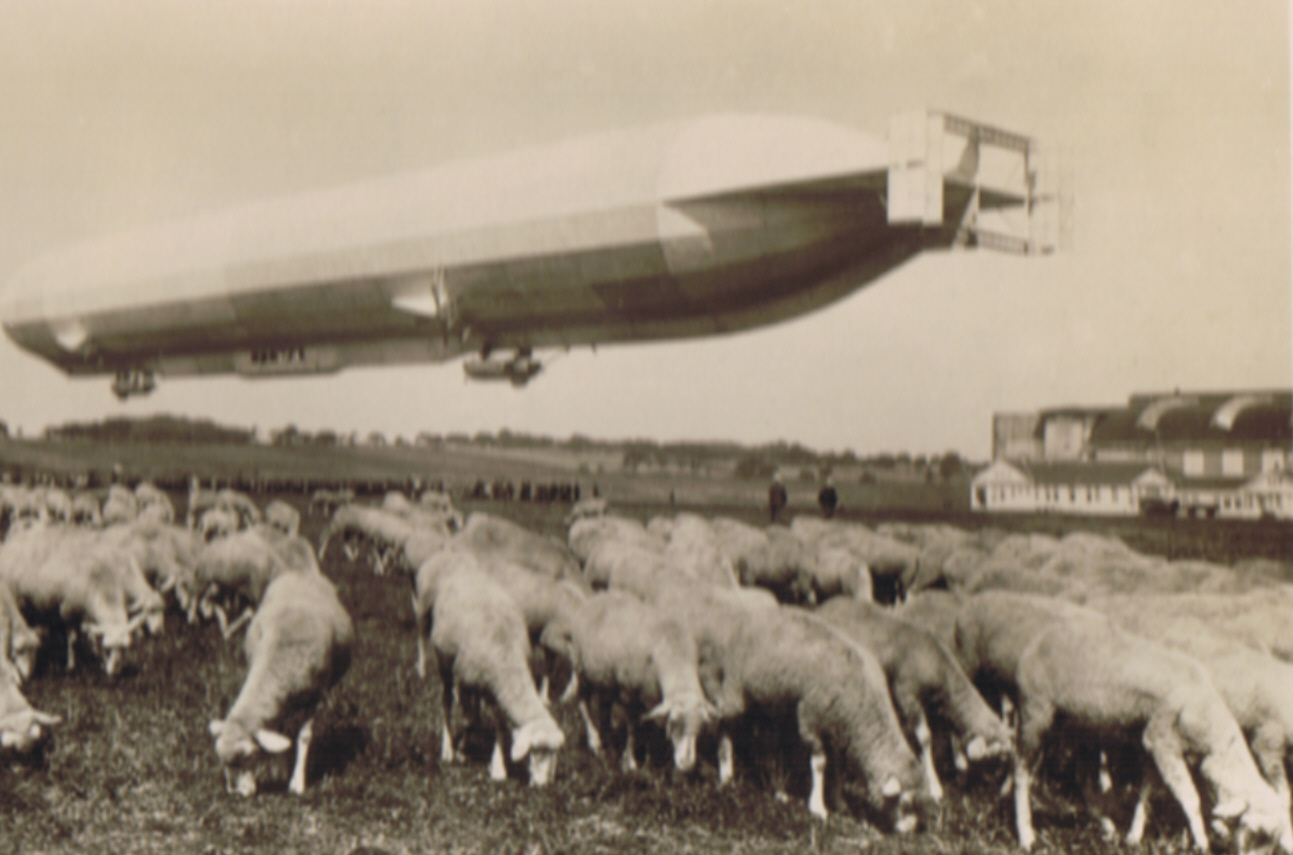
LZ 10 „Schwaben“, 1911

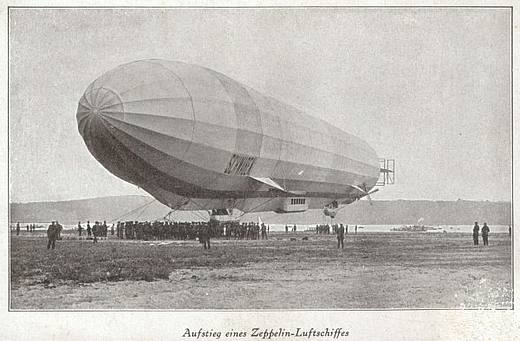
LZ 10 bei einem Aufstieg in Frankfurt-Rebstock, 1912

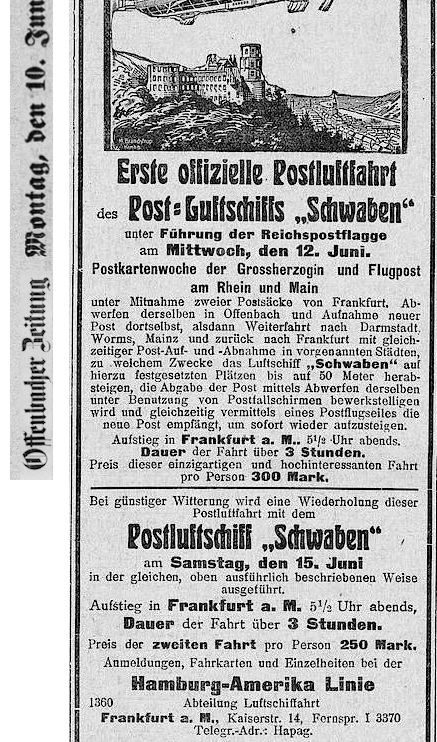
Werbung für den ersten Postflug 1912 ab Frankfurt am Main in der Offenbacher Zeitung

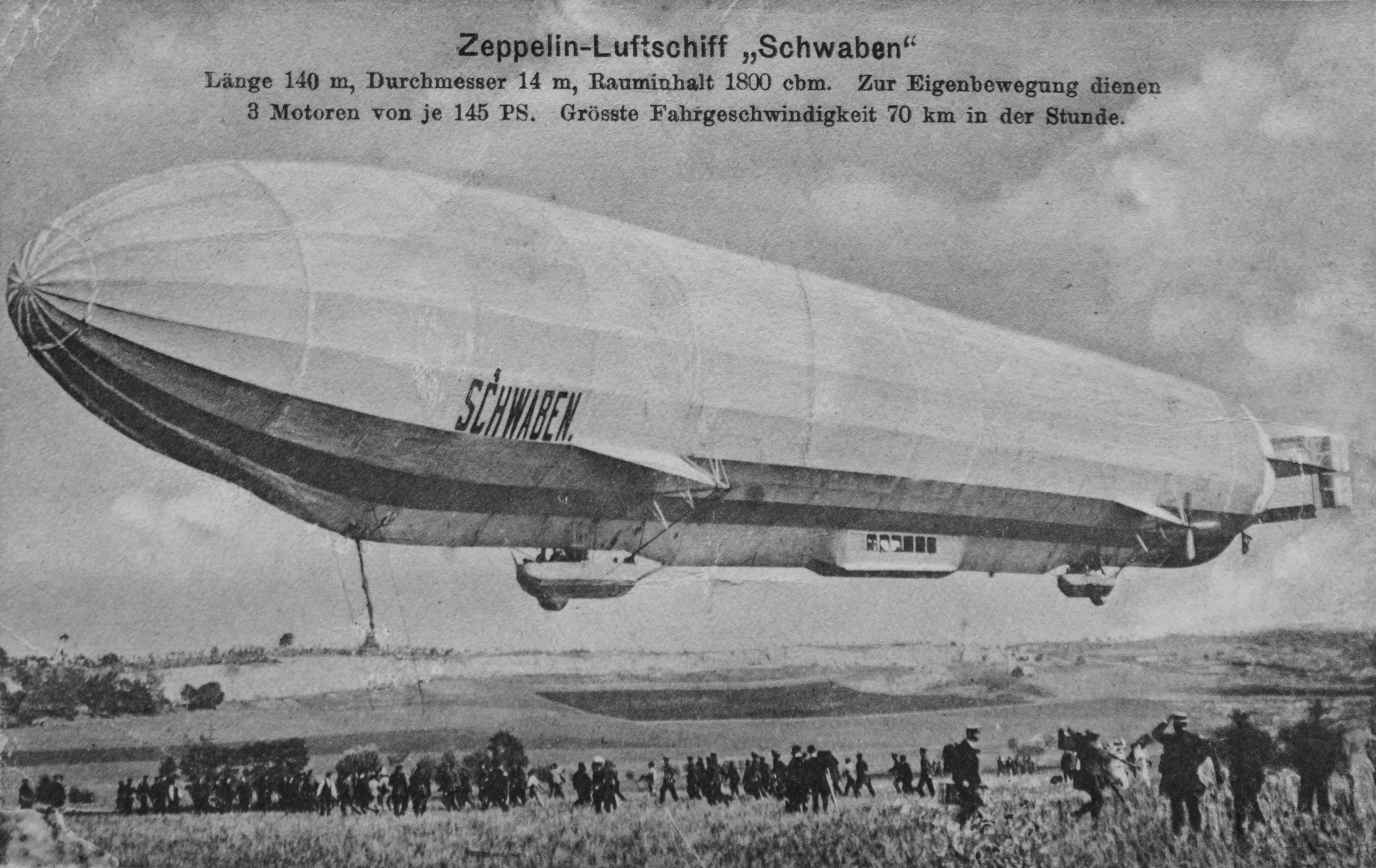
Zeppelin-Luftschiff „Schwaben“ auf einer Postkarte, circa 1912

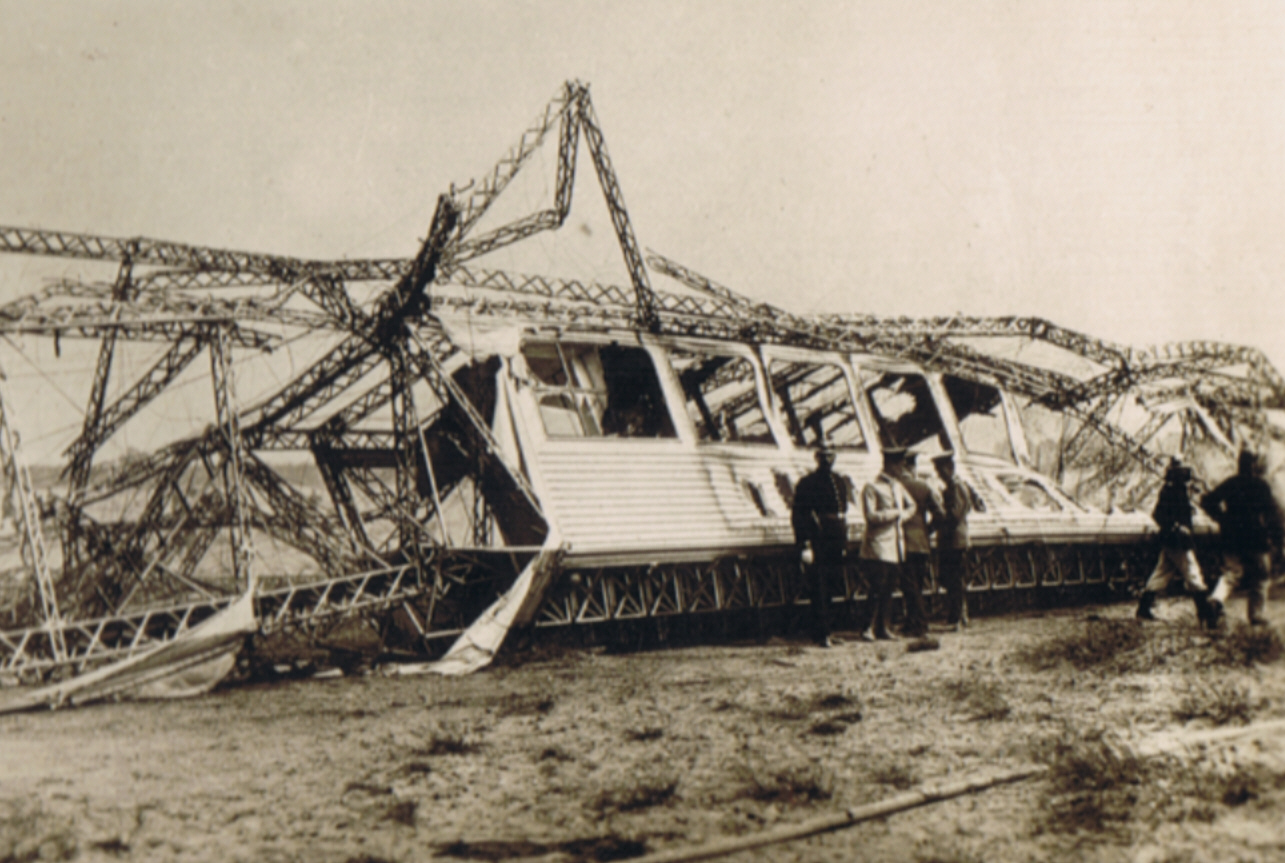
LZ 10 ausgebrannt in Düsseldorf

Der Zeppelin LZ 10 „Schwaben“ war ein Verkehrsluftschiff der Deutschen Luftschiffahrts-Aktiengesellschaft (DELAG) zu Beginn des 20. Jahrhunderts.

## Geschichte
LZ 10 war baugleich mit dem Zeppelin LZ 9 und wurde als Verkehrsluftschiff der DELAG im innerdeutschen Passagierluftverkehr eingesetzt.
Das Luftschiff LZ 10 „Schwaben“ machte seinen Erstflug am 26. Juni 1911. Nach dem ersten Start wurden einige bauliche Verbesserungen am Luftschiff ausgeführt und am 16. Juli 1911 ging LZ 10 in Dienst.
Am 20. Juli 1911 erhob sich LZ 10 mit acht Passagieren und acht Besatzungsmitgliedern zu einer Fahrt in die Schweiz. Bei sonnigem Wetter überflog der Zeppelin Luzern, Rigi, Zürich, Winterthur und Frauenfeld und fuhr dann zum Bodensee zurück.
Am 12. Juni 1912 erfolgte der erste offizielle Postflug des LZ 10 von Frankfurt am Main über Offenbach am Main, Darmstadt, Worms, Mainz und zurück nach Frankfurt. Für Passagiere sollte dieser Flug 300 M (entspricht einem heutigen Gegenwert von etwa 1.900 Euro) kosten und wurde als „einzigartige und hochinteressante Fahrt“ beworben. Der zweite Flug dieser Route fand am 15. Juni 1912 statt und wurde für 250 M angeboten.
LZ 10 beförderte während 224 Fahrten 4354 Passagiere auf einer Fahrstrecke von 27.321 km. LZ 10 war das erste Luftfahrzeug mit einem Steward an Bord.
Die „Schwaben“ hatte als Standorte Baden-Oos und im ständigen Wechsel Gotha, Düsseldorf, Berlin-Johannisthal, Luftschiffhafen Potsdam und Frankfurt am Main. Ihre Kapitäne waren Hugo Eckener, Wilhelm Dörr und Georg Hacker, ihr Steward war Heinrich Kubis.

## Ende von LZ 10
Am 28. Juni 1912 stauchte sich der Zeppelin in einem Sturm in Düsseldorf an der dortigen Luftschiffhallenwand, fing Feuer und verbrannte auf dem Flugfeld.

## Technische Daten
- Traggasvolumen: 16.500 m³ Wasserstoff
- Länge: 132 m
- Durchmesser: 14,0 m
- Nutzlast: 4,6 t
- Antrieb: drei Maybach-Motoren mit je 145 PS (107 kW)
- Geschwindigkeit: 21,7 m/s (etwa 70 km/h)